# Gian Francesco Malipiero
Gian Francesco Malipiero (18. března 1882, Benátky – 1. srpna 1973, Treviso) byl italský hudební skladatel, hudební vědec a editor.

## Život
Narodil se v Benátkách jako syn klavíristy a dirigenta Luigi Malipiero a vnuk operního skladatele Francesca Malipiero. Neměl proto žádný problém v přístupu k hudebnímu vzdělání. Se svým otcem se nakrátko usadil ve Vídni, kde v letech 1898 až 1899 studoval na konzervatoři. Poté se vrátil k matce do Benátek a studoval skladbu a kontrapunkt na Liceo Musicale u Marca Enrica Bossi. Když Bossi odešel do Bologne věnoval se samostatně studiu partitur klasiků rané italské renesance, zejména Claudia Monteverdiho and Girolama Frescobaldiho a připravil je k vydání v Biblioteca Marciana. Absolvoval v Bologni a stal se asistentem slepého skladatele Antonia Smareglia.
V roce 1908 navštěvoval přednášky skladatele Maxe Brucha v Berlíně, ale mnohem významnější bylo pro něj setkání se soudobou hudbou v Paříži. Velkým dojmem na něj zapůsobila díla Clauda Debussyho, Richarda Strausse, ale zejména Svěcení jara Igora Stravinského. Pod dojmem z těchto hudebních setkání část svých dosavadních skladeb zničil. V roce 1913 získal čtyři ceny za kompozici, když na Accademia Nazionale di Santa Cecilia v Římě předložil pět skladeb pod pěti různými pseudonymy.
V roce 1921 byl Malipiero jmenován profesorem skladby na konzervatoři v Parmě, ale po třech letech rezignoval a věnoval se pouze skladatelské a ediční činnosti. V roce 1923 společně s Alfredem Casellou a Gabrielem D'Annunzio založili Společnost pro novou hudbu (Corporazione delle Nuove Musiche). S fašistickým vůdcem Itálie Benitem Mussolinim neměl žádné problémy až do doby, kdy zhudebnil Pirandellovo libreto La favola del figlio cambiato, které bylo pochopeno jako protest proti fašismu. Malipierovi mnoho nepomohlo ani to, že svou příští operu Julius Caesar dedikoval velkému vůdci.
Uchýlil se do malého městečka Asolo, kde se až do roku 1942 věnoval intenzivní práci na úplném vydání díla Claudia Monteverdiho. Znovu (1932) byl jmenován profesorem skladby, tentokrát na Liceo Musicale v Benátkách. Zde již vytrval až do roku 1952. V roce 1947 se stal ředitelem Vivaldiho ústavu (Istituto Italiano Antonio Vivaldi) a prokazoval tutéž službu dílu dalšímu velkému italskému skladateli.

## Dílo

### Symfonická díla
- Sinfonia del mare (1906)
- Impressioni dal vero prima parte (1910)
- Impressioni dal vero seconda parte (1915)
- Pause del Silenzio (1917)
- Cimarosiana (1921), pět symfonických fragmentů na skladby D. Cimarosy
- Impressioni dal vero terza parte (1922)
- Koncert č. 1 pro klavír a orchestr (1931)
- Inni (1932)
- Sette Invenzioni (1933) pro housle a orchestr (1932)
- Symfonie č. 2 "Elegiaca" (1936)
- Koncert per violoncello e orchestra (1937)
- Koncert č.2 pro klavír a orchestr(1937)
- Koncert pro housle, violoncello, klavír a orchestr(1938)
- Symfonie č. 3 "Delle campane" (1945)
- Symfonie č. 4 "In memoriam" (1946)
- Symfonie č. 5 "Concertante in eco" (1947)
- Symfonie č. 6 "Degli archi" (1947)
- Symfonie č. 7 "Delle canzoni" (1948)
- Koncert č.3 pro klavír a orchestr(1948)
- Koncert č.4 pro klavír a orchestr(1950)
- Symfonie in un tempo (1950)
- Symfonie dello Zodiaco "Quattro partite: dalla primavera all'inverno" (1951)
- Vivaldiana (1952)
- Passacaglie (1952)
- Fantasie di ogni giorno (1953)
- Elegia capriccio (1953)
- Fantasie concertanti (1954)
- Notturno di canti e balli (1957)
- Koncert č.5 pro klavír a orchestr (1958)
- Symfonie per Antigenida (1962)
- Koncert č.2 pro housle a orchestr(1963)
- Symfonie č.8 "Symphonia brevis" (1964)
- Koncert č.6 pro klavír a orchestr(1964)
- Symfonie č.9 "Dell'Ahimè" (1966)
- Symfonie č.10 "Atropo" (1967)
- Koncert pro flétnu a orchestr (1968)
- Symfonie č.11 "Delle cornamuse" (1969)
- Gabrieliana (1971)
- Omaggio a Belmonte (1971)

### Opery
- L'Orfeide (1919-1922, Düsseldorf 1925), in tre parti:
  - I "La morte delle maschere",
  - II "Sette canzoni",
  - III "Orfeo"
- Tre commedie goldoniane (1920-1922, Darmstadt 1926) :
  - I "La bottega da caffè",
  - II "Sior Todero Brontolon",
  - III "Le baruffe Chiozotte"
- Filomela e l'infatuato (1925, Praha 1928)
- La favola del figlio cambiato (na libreto Luigi Pirandella, 1933)
- Giulio Cesare (dle Shakespeara) (1935, Janov 1936)
- Antonio e Cleopatra (dle Shakespeara, 1937, Florencie 1938)
- I capricci di Callot (dle E.T.A. Hoffmanna, Řím 1942)
- L'allegra brigata (1943, Milán 1950)
- Mondi celesti ed infernali (1949, Benátky 1961)
- Il figliuol prodigo (1952, Florencie 1957)
- Donna Urraca, atto unico (1954)
- Venere prigioniera (1955, Florencie 1957)
- Il marescalco (1960, Treviso 1969)
- Don Giovanni (1963, Neapol)
- Rappresentazione e festa di Carnasciale e della Quaresima (Opera balletto, 1961, Benátky 1970)
- Le metamorfosi di Bonaventura (Benátky 1966)
- Don Tartufo bacchettone (1966, Benátky 1970)
- Iscariota (1971)

### Balety
- Pantea (1919)
- Stradivario (1948)
- El mondo novo (1951)

### Vokální hudba
- Tre poesie di Angelo Poliziano (1920)
- San Francesco d'Assisi, mistero per soli, coro e orchestra (New York 1922)
- Quattro sonetti del Burchiello (1921)
- Due sonetti del Berni (1922)
- Le Stagioni Italiche per soprano e pianoforte (Benátky 1925)
- La Cena, cantata per coro e orchestra (Rochester 1929)
- Commiato per una voce di baritono e orchestra (1934)
- La Passione, cantata per coro e orchestra (Řím 1935)
- De Profundis per una voce, viola e grancassa e pianoforte (Benátky 1937)
- Missa Pro Mortuis per baritono, coro e orchestra (Řím 1938)
- Quattro Vecchie Canzoni per voce e strumenti (Washington 1941)
- Santa Eufrosina, mistero per soprano, due baritoni, coro e orchestra (Řím 1942)
- Le Sette Allegrezze d'Amore per voce e strumenti (Milán 1945)
- La Terra, dalle Georgiche di Virgilio (1946)
- Mondi celesti per soprano e dieci strumenti (Capri 1949)
- La Festa della Sensa per baritono, coro e orchestra (Brusel 1954)
- Cinque favole (1950)
- Preludio e morte di Macbeth per baritono e orchestra (1958, Milán 1960)
- Sette canzonette veneziane per voce e pianoforte (1960)

### Komorní hudba
- Sonata per violoncello e pianoforte (1907-1908)
- Canto della Lontananza per violino e pianoforte (1919)
- Quartetto per archi č.1 "Rispetti e strambotti" (1920)
- Quartetto per archi č.2 "Stornelli e ballate" (1923)
- Quartetto per archi č.3 "Cantari alla madrigalesca" (1931)
- Epodi e giambi per violino, oboe, viola e fagotto (1932)
- Quartetto per archi č.4 (1934)
- Sonata a cinque per flauto, arpa, viola, violino e violoncello (1934)
- Quartetto per archi č.5 "dei capricci" (1941-1950)
- Sonatina per violoncello e pianoforte (1942)
- Quartetto per archi č.6 "l'Arca di Noé" (1947)
- Quartetto per archi č.7 (1950)
- Sonata a quattro per flauto, oboe, clarinetto e fagotto (1954)
- Serenata mattutina per 10 strumenti (1959)
- Serenata per fagotto e 10 strumenti (1961)
- Macchine per 14 strumenti (1963)
- Quartetto per archi č.8 "per Elisabetta" (1964)
- Endecatode per 14 strumenti e percussione (1966)

### Literární díla
- Il teatro (Bologna 1920)
- L'orchestra (Bologna 1920)
- I profeti di Babilonia (1924)
- Claudio Monteverdi (1930)
- La pietra del bando (1945)
- Stravinsky (1945)
- Cossì va lo Mondo (Benátky, 1946)
- L'armonioso labirinto (1946)
- Antonio Vivaldi (Piccola biblioteca Ricordi, Milán 1958).
- Il Filo d'Arianna (1966)
- Ti co mi e mi co ti (All'insegna del Pesce d'Oro, Milán 1966)
- Di palo in frasca (1967)
- Così parlò Claudio Monteverdi (1967)